# ATP Challenger Setúbal
Der ATP Challenger Setúbal (offiziell: Setúbal Challenger) war ein Tennisturnier, das 1989 einmal in Setúbal, Portugal, stattfand. Es gehörte zur ATP Challenger Tour und wurde im Freien auf Hartplatz gespielt.

## Liste der Sieger

### Einzel
| Jahr | Sieger        | Finalgegner  | Ergebnis |
| ---- | ------------- | ------------ | -------- |
| 1989 | Chris Pridham | Rikard Bergh | 6:4, 6:1 |

### Doppel
| Jahr | Sieger                            | Finalgegner                | Ergebnis |
| ---- | --------------------------------- | -------------------------- | -------- |
| 1989 | Steve DeVries Richard Matuszewski | David Felgate Stephen Shaw | 6:3, 6:1 |